# Antoni Infante
Antoni Infante (Guadix, Granada, 1958) és un activista i polític valencià. És coordinador de la Plataforma pel Dret a Decidir del País Valencià, membre de Poble Lliure i impulsor de la Confederació d'Entitats Sobiranistes dels Països Catalans.
La seua família es va veure obligada a immigrar a terres valencianes. Militant comunista des de les acaballes del franquisme, va participar en l'organització de Comissions Obreres a Torrent i altres municipis de l’Horta. Posteriorment va ser responsable d'Acció Sindical, Organització i Secretari General de la Unió Comarcal de l'Horta de Comissions Obreres, liderà durant anys tot el sector d'esquerres i antipactes socials al si d'aquest sindicat. El 1987 va decidir assumir l'independentisme i els Països Catalans, en un procés que li va portar a militar en el Moviment de Defensa de la Terra des de l'any 1990. El 1991 va participar en la fundació de l'Assemblea Unitària per l'Autodeterminació, juntament amb Lluís Maria Xirinacs, Carles Castellanos, Jaume Soler, Eva Serra i Puig i Blanca Serra i Puig, entre d'altres.
El juliol de 1992 va ser detingut i torturat en l'Operació Garzón contra l'Esquerra Independentista.
Col·labora habitualment en mitjans de comunicació de l'àmbit dels Països Catalans, com ara La Veu del País Valencià, Levante-EMV, El Món, Llibertat, Ràdio Klara, Lliure i Millor o València Extra.